# Adam Armstrong
Adam James Armstrong (Newcastle upon Tyne, 1997. február 10. –) U17-es Európa-bajnok és U20-as világbajnok labdarúgó, a Southampton támadója.

## Pályafutása

### Klubcsapatokban
Adam 9 éves korában, 2006-ban került a Newcastle United akadémiájára.
2014. január 28-án 16 évesen már nevezve volt egy Norwich City elleni PL mérkőzésre, de ekkor még nem jutott szóhoz, nem úgy március 16-án, amikor debütálhatott a Premier League-ben, a 86. percben váltva Luuk de Jongot.
Bemutatkozásával ő lett a máaodik legfiatalabb Newcastle játékos Kazenga LuaLua után, aki pályára lépett a Premier League-ben.
Armstrong a felnőttek között a Crystal Palace otthonában debütált kezdőként Angol Ligakupa mérkőzésen 2014. szeptember 24-én. A mérkőzés 2-2-vel ért véget, és jött a hosszabbítás. A 112. percben Armstrong gólpasszt adott  
csapattársának Paul Dummettnek, ezzel a Szarkák 3-2-re nyertek és továbbjutottak.
2014. december 26-án a bajnokságban is debütálhatott kezdőként a 17 éves támadó: ráadásul a Manchester United otthonában, az Old Traffordon. A mérkőzést a MU simán nyerte 3-1-re Wayne Rooney duplájával és Robin van Persie góljával. 2015. július 19-én az angol harmadligás Coventry City kölcsönvette őt a Newcastle Unitedtől. Armstrong nem mindennapi teljesítménnyel mutatkozott be: 2015. augusztus 8-án 2 gólt szerzett a Wigan Athletic ellen és szintén duplázott augusztus 15-én a Milwall otthonában 4-0-ra megnyert összecsapáson. 3 nap múlva ismét betalált a Crewe Alexandra ellen, ahol 3-2-re nyert csapata. Miután augusztusban 5 mérkőzésen 5 gólt szerzett, kiérdemelte a ,Hónap játékosa' díjat.
Armstrong gólerős játéka továbbra is kitartott, az egész ősz folyamán.
2015. október 30-án, majd november 3-án is duplázni tudott: előbb a Peterborough United elleni 3-2-es siker alkalmával, majd a Barnsley elleni 4-3-as győzelemből vette ki így részét. 2016. január 2-án megszerezte pályafutása első mesterhármasát, miután a Crewe Alexandra otthonában egy félidő alatt jutott 3 gólig, igaz az egyik 11-esből született. Armstrong 2 gólt szerzett a Bury elleni 6-0-ra megnyert hazai bajnokin 2016. február 13-án, amelyet azonban viszonylag hosszú gólcsend követett. 2016. május 8-án az Oldham Athletic ellen törte ezt meg. A szezon során 40 mérkőzésen 20 gólt szerzett. Bekerült az ,Év League One Csapatába'. Sikeres szezonját követően a Premier League-ből kieső Newcastle United csapatánál kezdte meg a szezont. Ám miután Armstrong nem talált a kapuba első két bajnokiján, a Newcastle pedig pont nélkül maradt ezeken, 2016. augusztus 30-án a Championshipbe frissen feljutó Barnsley kölcsönvette őt. Új csapatában 2016. szeptember 10-én debütált a Preston North End-Barnsley mérkőzésen és a találkozót ő döntötte el a 79. percben szerzett góljával. Miután a Barnsley csapatánál is rendszeres játéklehetőséghez jutott, ezt további gólokkal hálálta meg: betalált a Reading ellen hazai pályán 2-1-re elbukott bajnokin, majd 2016. október 22-én a Brentford otthonában aratott 2-0-s győzelem alkalmával is.

### A válogatottban
Adam Armstrong minden korosztályos válogatottban játszott, legnagyobb sikere a 2014-es U17-es Európa-bajnoki cím volt. Utánpótlás válogatott mérkőzéseken kifejezetten gólerős teljesítményt nyújtott.

## Sikerei,díjai
Válogatott
- U17-es Európa-bajnok: 2014
- U20-as világbajnok: 2017

Egyénileg
- ,A hónap játékosa' (League One, 2015 augusztus)
- PFA Az év csapatának tagja (League One, 2015-2016)